# Деллікон
Деллікон (нім. Dällikon) — громада  в Швейцарії в кантоні Цюрих, округ Дільсдорф.

## Географія
Громада розташована на відстані близько 95 км на північний схід від Берна, 11 км на північний захід від Цюриха.
Деллікон має площу 4,5 км², з яких на 23,8% дозволяється будівництво (житлове та будівництво доріг), 42,8% використовуються в сільськогосподарських цілях, 32,3% зайнято лісами, 1,1% не є продуктивними (річки, льодовики або гори).

## Демографія
2019 року в громаді мешкало 4177 осіб (+15,7% порівняно з 2010 роком), іноземців було 29,4%. Густота населення становила 926 осіб/км².
За віковим діапазоном населення розподілялося таким чином: 20,9% — особи молодші 20 років, 62,6% — особи у віці 20—64 років, 16,4% — особи у віці 65 років та старші. Було 1757 помешкань (у середньому 2,4 особи в помешканні).
Із загальної кількості 2752 працюючих 142 було зайнятих в первинному секторі, 1144 — в обробній промисловості, 1466 — в галузі послуг.